# Shelomo Dov Goitein
Shelomo Dov Goitein, né le 3 avril 1900 à Burgkunstadt (royaume de Bavière) et décédé le 6 février 1985 à Princeton, est un historien allemand connu principalement pour ses recherches sur la vie des Juifs dans le monde musulman pendant le Moyen Âge. Il entreprit l'étude pionnière des correspondances et des manuscrits de la Geniza du Vieux-Caire et y consacra une grande partie de sa vie de chercheur.

## Biographie
Shelomo Dov Goitein naît à Burgkunstadt, une petite ville située dans le nord du royaume de Bavière. Son père Eduard était né en Hongrie et issu d'une longue lignée de rabbins. En 1914, ce dernier meurt et la famille migre à Francfort-sur-le-Main, où Shelomo Dov finit ses études. De 1918 à 1923, il étudie l'arabe et l'histoire de l'islam à l'Université de Francfort. La thèse de son doctorat avait pour sujet De la prière en islam. Il part ensuite en Israël, où il se marie avec Theresa Gottlieb (1900-1987) à Jérusalem. Ils ont eu trois enfants : Ayala, Ofra et Elon.
Il se rend en 1957 à Philadelphie et travaille à l'Institute for Advanced Study de Princeton. Il y meurt le 6 février 1985.

## Ouvrages publiés
- A Mediterranean Society: The Jewish Communities of the Arab World as Portrayed in the Documents of the Cairo Geniza, Vol. I: Economic Foundations, University of California Press (September 1, 2000),  (ISBN 0-520-22158-3)
- A Mediterranean Society: The Jewish Communities of the Arab World as Portrayed in the Documents of the Cairo Geniza, Vol. II: The Community, 1967
- A Mediterranean Society: The Jewish Communities of the Arab World as Portrayed in the Documents of the Cairo Geniza, Vol. III: The Family,  (ISBN 0-520-22160-5)
- A Mediterranean Society: The Jewish Communities of the Arab World as Portrayed in the Documents of the Cairo Geniza, Vol. IV: Daily Life,  (ISBN 0-520-22161-3)
- A Mediterranean Society: The Jewish Communities of the Arab World as Portrayed in the Documents of the Cairo Geniza, Vol. V: The Individual,  (ISBN 0-520-22162-1)
- A Mediterranean Society: The Jewish Communities of the Arab World as Portrayed in the Documents of the Cairo Geniza, Vol. VI: Cumulative Indices,  (ISBN 0-520-22164-8)
- The Land of Sheba: Tales of the Jews of Yemen, 1947
- Religion in a Religious Age, June 1996
- Jews and Arabs: Their Contact Through the Ages, 1955
- Letters of Medieval Jewish Traders
- Jews and Arabs: A Concise History of Their Social and Cultural Relations
- India Traders of the Middle Ages: Documents From the Cairo Geniza  (ISBN 978-90-04-15472-8), 2008